# Kliszkowice
Kliszkowice – wieś w Polsce położona w województwie dolnośląskim, w powiecie trzebnickim, w gminie Żmigród.

## Historia
Na początku XV wieku wzmiankowana jako Gleyschewicz, lokowana na prawie niemieckim, w roku 1591 odnotowano tu istnienie folwarku, który spłonął w roku  1787, a potem ponownie wraz z samą wsią w roku 1834. Od wieku XVIII do roku 1945 wieś była własnością książąt Hatzfeldów ze Żmigrodu. Po II wojnie światowej w granicach Polski.

## Podział administracyjny
Zarówno w podziale administracyjnym z lat 1946–1975, jak i po gruntownej reformie tego podziału, w latach 1975–1998 miejscowość administracyjnie należała do województwa wrocławskiego.